# Istituto Nazionale di Statistica

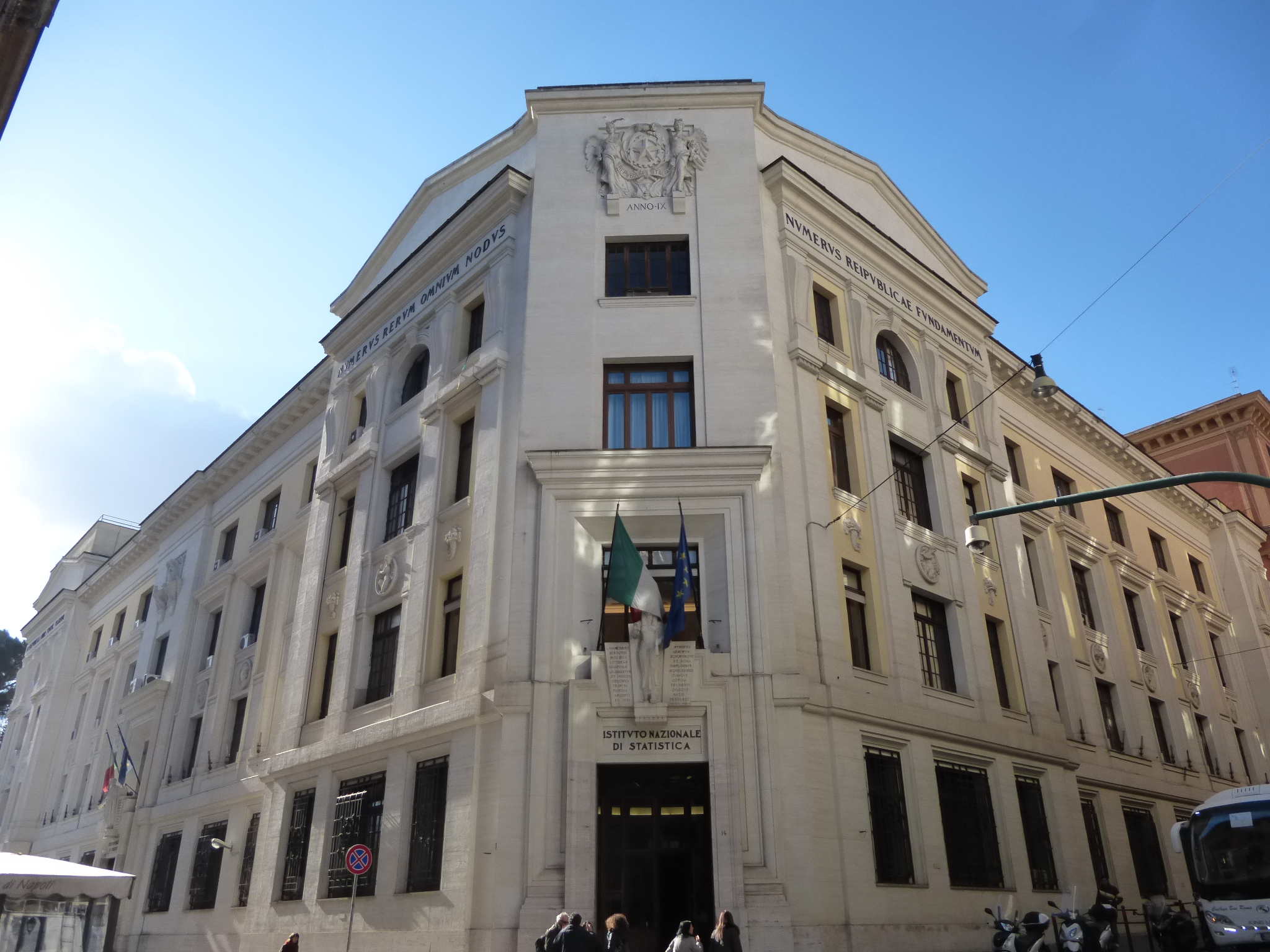
Sitz des Istituto Nazionale di Statistica in Rom

Das Istituto nazionale di statistica (kurz ISTAT; deutsch: Nationales Institut für Statistik) ist das italienische Statistikamt mit Sitz in Rom, ähnlich dem Statistischen Bundesamt in Deutschland, der Statistik Austria in Österreich oder dem Bundesamt für Statistik der Schweiz. Das ISTAT wurde 1926 gegründet, unter anderem ist es für die Durchführung der Volkszählung zuständig.

## Aufgaben
Neben der Volkszählung werden auch die wirtschaftliche Tätigkeit (Produktivität), das Konsumverhalten, die Alltagskultur, die Gesundheit, das Freizeitverhalten, die Bautätigkeit u.v.m beobachtet. In jüngerer Zeit ist im Zusammenhang mit der Einführung des Euro, der auch in Italien zu einer (gefühlten) Preissteigerung geführt hat (siehe dazu Teuro), die Zuständigkeit des ISTATs für den Verbraucherpreisindex ins Blickfeld der Öffentlichkeit geraten (2002–2005). Dabei wurde besonders die Auswahl des Warenkorbs kritisiert, der nicht den wirklichen Ausgaben entsprechen soll.

## Weitere Statistikämter
In Italien gibt es neben dem ISTAT zwei weitere nationalen Institute, die besondere statistische Funktionen ausüben: ISFOL – Istituto per lo sviluppo della formazione professionale dei lavoratori im Bereich Berufsausbildung und INEA – Istituto nazionale di economia agraria im Bereich der Landwirtschaft. Diese werden auch als Enti di informazione statistica (Behörden für statistische Information) bezeichnet.
Außerdem unterhalten zahlreiche Behörden, Körperschaften und Verbände eigene Statistikämter:
- die Ministerien,
- nationale Behörden und Verbände (unter anderem der italienische ADAC, ACI – Automobile club d'Italia, der nationale Rat für Wirtschaft und Arbeit CNEL – Consiglio nazionale dell’economia e del lavoro, das Italienische Olympische Komitee CONI, die Rentenversicherungsträger INPS und INAIL, die italienischen Staatseisenbahnen usw.),
- die Regionen und autonomen Provinzen (in Südtirol beispielsweise das Landesinstitut für Statistik der Autonomen Provinz Bozen – Südtirol, abgekürzt ASTAT),
- die Präfekturen – Bezirksämter der Regierung,
- die Provinzen,
- die Handelskammern,
- die Gemeinden,
- die Kommunalverbände (z. B. Berggemeinschaften).[2]

Zusammen bilden die einzelnen Statistikämter das SISTAN (Sistema statistico nazionale), das nationale statistische System, das Italien und den internationalen Organisationen die amtlichen Statistiken zur Verfügung stellt.

## Sonstiges
2014 erhielt das ISTAT den Ig-Nobel-Preis im Bereich Wirtschaft für seinen Nachweis, dass Italien führend in der Erfüllung der europäischen Vorgaben für das Wirtschaftswachstum ist – wenn Einnahmen aus Prostitution, Drogenhandel, Schmuggel und illegalen Finanztransaktionen mitgerechnet werden.